# Znanstveno-stručno djelo
Znanstveno-stručno djelo, djelo koje sadrži elemente i znanstveno i stručnog djela. Znanstvena, znanstvenostručna i stručna djela i radovi nisu oštro razgraničena iako razlike svakako postoje. Znanstvenostručna djela su: udžbenici, enciklopedije, leksikoni, praktikumi, rječnici, zbornici radova, bibliografije, priručnici, ljetopisi (godišnjaci), časopisi, pa čak i književna djela.